# Basingstoke Town Football Club
Il Basingstoke Town Football Club è la squadra di calcio di Basingstoke, Hampshire, 
militante in Southern Football League (Division South), vale a dire l'ottavo livello del calcio inglese.
Le partite casalinghe si disputano al The Camrose.

## Storia
Le prime tracce di attività calcistica a Basingstoke risalgono all'ultimo decennio del XIX secolo. Nel 1896, per effetto della fusione tra Basingstoke Albion ed Alsworth United, nacque il Basingstoke Town F.C. Cinque anni più tardi, il club approdò all'Hampshire League dove, nel 1909, si fuse ulteriormente con la compagine degli Hants Ironworks ed ottenne, nelle stagioni 1911-12 e 1919-20, buoni risultati.
Nel 1946 la squadra iniziò a giocare presso lo stadio che di lì in avanti sarebbe stato sempre il suo, vale a dire The Camrose, derivando il nome dal benefattore Lord Camrose.
Il periodo degli anni sessanta può essere definito sicuramente positivo per il club, considerando che al
termine della stagione 1967-68 vinse la lega. Nella stagione 1971-1972 il Basingstoke Town F.C. entrò in Southern League, riuscendo a mantenere l'imbattibilità casalinga durante tutto il torneo.
Nonostante gli sforzi per scalare i gradini del calcio inglese, i tifosi dovettero aspettare la stagione 1997-1998 per ottenere quella che probabilmente fu la maggior soddisfazione calcistica della storia del club, non legata al campionato, bensì alla FA Cup, dove, dopo aver pareggiato fuori casacon i Wycombe Wanderers per 2-2, il Basingstoke Town F.C. riuscì a vincere il replay ai rigori, dopo un altro
pareggio per 2-2. Le cose andarono in modo simile anche nel turno successivo, giocato contro il Northampton Town, ma in quell'occasione
i rigori furono fatali. Per il resto seguirono risultati altalenanti e non sempre incoraggianti, sino ai giorni nostri.
Nella stagione 2014-2015 il club conquista un terzo posto in classifica in National League South, uno dei due campionati che costituiscono la sesta divisione inglese.

## Palmarès

### Competizioni regionali
- Hampshire League North Division: 2

1911-1912, 1919-1920
- Hampshire League Division One: 1

1967-1968, 1968-1969, 1970-1971
- Southern Football League Southern Division: 1

1984-1985
- Hampshire Senior Cup: 5

1970-1971, 1989-1990, 1995-1996, 2007-2008, 2016-2017
- Isthmian League South Central Division: 1

2022-2023